# Movimiento Nueva Izquierda (Chile)
El Movimiento Nueva Izquierda o Nueva Izquierda (NI) fue un movimiento político de izquierda chileno fundado en diciembre de 2005 por ex estudiantes y dirigentes políticos de la Universidad de Chile ligados a Estudiantes de Izquierda (EEII), grupo político que encabezó la Federación de Estudiantes de la Universidad de Chile entre los años 1995 y 2003. Participó de las elecciones parlamentarias del año 2009, y municipales de los años 2008 y 2012.
El 26 de julio de 2014 se fusionó con el Movimiento Amplio de Izquierda (MAIZ), Acción Socialista Allendista (ASA) e integrantes del extinto Partido de Izquierda (PAIZ) para crear el nuevo partido de izquierda Convergencia de Izquierdas.

## Ideología
La Nueva Izquierda se autodefinía como un movimiento democrático y participativo, postulando por un socialismo democrático con bases en el republicanismo junto con una irrestricta defensa de los derechos humanos. Además rechazaban la tradición histórica de los "socialismos reales" debido al carácter autoritario y totalitario de estas.
En el apartado económico-estatal postulaban por un "Estado social inclusivo" junto con la implementación de una economía mixta; "El estado no debe tener como objetivo final sólo buscar la eficiencia de sus empresas, si no buscar el beneficio eficaz de los ciudadanos".